# Grenzenlos (Band)
Grenzenlos (Eigenschreibweise: GRENZENLOS) ist eine Deutschrockband aus dem Oberallgäu.

## Bandgeschichte

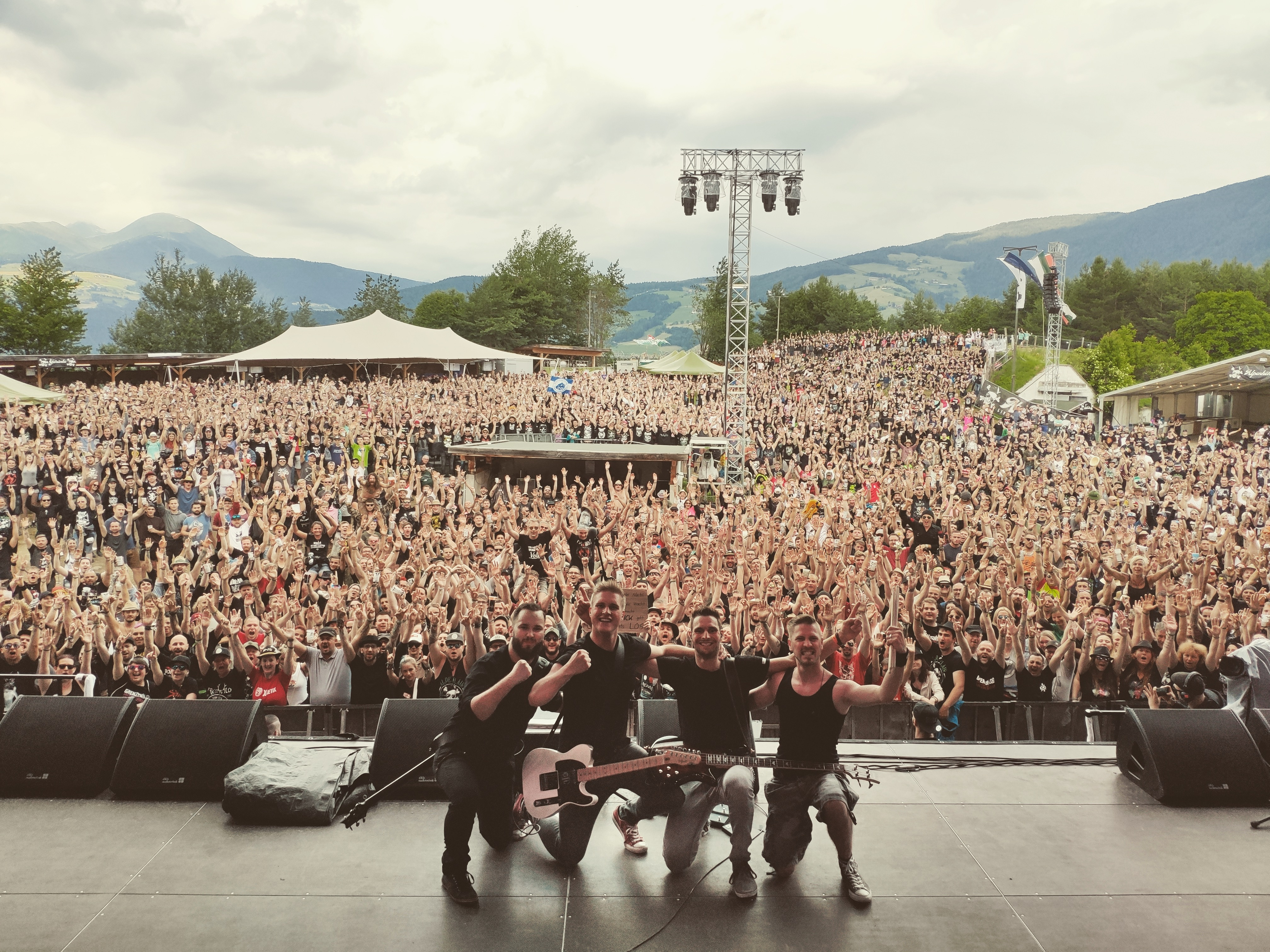
„Grenzenlos“ auf dem Alpenflair Festival (2019)

Gegründet wurde die Band 2013 in Kempten. Martin Kaun und Marco Oppeld entdeckten ihre gemeinsamen Musikinteressen und begannen, eigene Musik zu machen. Anschließend kam Martin Thannheimer (kam aus dem gleichen Ort wie Martin Kaun) und Johannes Oswald (ein ehemaliger Berufsschulkollege von Marco Oppeld), die die Band vervollständigten. Sie spielten ihre ersten Konzerte und produzierten parallel dazu erste eigene Demo-CDs. Ihr Debütalbum Es ist nicht alles Gold was glänzt produzierten sie in Eigenregie. 2015 gewannen sie den Allgäuer Newcomer Bandcontest und unterschrieben ihren ersten Plattenvertrag mit dem Label HDS. Zu den Erfolgen im folgenden Jahr gehörten der Sieg beim Allgäuer Rock-the-King-Bandcontest und der Kulturpreis des Landkreises Oberallgäu, bevor 2017 das zweite Album Was ihr mir sagt erschien.
Anfang 2018 schlossen sie einen Plattenvertrag mit dem Label Rookies & Kings, dem unter anderem die Band Frei.Wild angehört. Am 21. September 2018 erschien dort ihr drittes Album Die Welt wartet nicht. Damit schaffte Grenzenlos erstmals den Sprung in die deutschen Albumcharts.
Am 27. März 2020 veröffentlichte die Band ihr viertes Studioalbum Keine Einigkeit um Recht & Freiheit. Dieses stieg auf Platz 19 der offiziellen deutschen Albumcharts ein.
Von 2020 bis 2022 spielte die Band unter den gegebenen Voraussetzungen mehrere Konzerte, u. a. eine Autokinotour mit der Punkband „Unantastbar“.
2022 erschien das fünfte Studioalbum Mittendrin statt Aussen dabei, dass abermals in die Top 20 der offiziellen deutschen Albumcharts einstieg (DE#19).
Von Mai bis Juni 2023 war Grenzenlos als Support von Frei.Wild bei insgesamt 13 Shows in ganz Deutschland unterwegs. Ihr am 26. Mai 2023 veröffentlichtes 6. Studioalbum AntiXtrem stieg auf Platz 13 der offiziellen deutschen Albumcharts ein und markiert damit das bisher erfolgreichste Album der Band. Erschienen bei RebelHeart Records.
2023 traten u. a. beim „Alpenflair Festival“ (IT) und „Rock am Burghaldenwald“ (DE, Co-Headliner) auf. Im Oktober 2023 folgte die erste eigene Headlinertour gemeinsam mit der befreundeten Band Eizbrand. Insgesamt waren es sechs Shows in ganz Deutschland. Im Februar/März 2024 folgte der zweite Teil der Tournee (ebenfalls sechs Shows).
Im Juli 2024 gab Martin „Vitz“ Thannheimer seinen Ausstieg aus der Band bekannt. Er gab dafür private Gründe an. Laut den Bandmitgliedern besteht nach wie vor ein sehr gutes, freundschaftliches Verhältnis. Beim letzten Konzert in Burlafingen (bei Ulm) am 21. Dezember 2024 gaben die Mitglieder bekannt, dass „Vitz“ immer ein Teil der Band bleiben werde. 
Ihm folgte Joshua "Joshi" Müller nach, der zukünftig die Lead-Gitarre spielen wird. 2024 gab Marco Oppeld bekannt, dass er zukünftig an den E-Bass wechselt. Joshi absolvierte sein erstes Konzert als Teil der Band am 22. Februar 2025 auf dem "Schrei der Berge" Festival in Barbian (Südtirol, IT). Für das Jahr 2025 sind zahlreiche Konzerte bestätigt, darunter das ROCK-DEIN-LEBEN Festival (Laichingen, Baden-Württemberg) und dem Alpenflair Festival (Brixen, IT).
Ebenso wurde ein neues ein neues Album angekündigt. Zwischen Augenblick & Ewigkeit erscheint am 12. September 2025.

## Diskografie
| Titel                               | Jahr | Art   | Anmerkungen                                                              |
| ----------------------------------- | ---- | ----- | ------------------------------------------------------------------------ |
| Irgendwann                          | 2013 | Demo  | Demo                                                                     |
| Ganz nach Oben                      | 2014 | Demo  | Demo                                                                     |
| Es ist nicht alles Gold was glänzt  | 2015 | Album | Veröffentlichung: 2. Oktober 2015 Wiederveröffentlichung: 27. April 2018 |
| Was ihr mir sagt                    | 2017 | Album | Veröffentlichung: 21. April 2017 Wiederveröffentlichung: 27. April 2018  |
| Die Welt wartet nicht               | 2018 | Album | Veröffentlichung: 21. September 2018                                     |
| Keine Einigkeit um Recht & Freiheit | 2020 | Album | Veröffentlichung: 27. März 2020                                          |
| Mittendrin statt Aussen dabei       | 2022 | Album | Veröffentlichung: 21. Januar 2022                                        |
| AntiXtrem                           | 2023 | Album | Veröffentlichung: 26. Mai 2023                                           |
| 10 Jahre AntiXtrem (Deluxe Edition) | 2024 | Album | Veröffentlichung: 1. März 2024                                           |
| Zwischen Augenblick & Ewigkeit      | 2025 | Album | Veröffentlichung: 12. September 2025                                     |